# Олава (приток Одры)
Ола́ва (пол. Oława) — река в Польше, левый приток верхней Одры, протекает по территории Нысского, Зомбковицкого, Стшелинского, Олавского, Вроцлавского поветов и города на правах повета Вроцлав в Опольском и Нижнесилезском воеводствах на юго-западе страны.
Длина реки составляет 99 км или 91,7 км. Площадь водосборного бассейна — 1159 км². Средний расход воды в низовье около города Олава с 1951 по 1990 года — 3,43 м³/с. Максимальная амплитуда колебаний уровня воды в низовье — 3,3 м.
Олава начинается на высоте 313 м над уровнем моря около села Липники на Судетском предгорье. В верховье течёт в основном на север, в среднем течении — на северо-восток, в низовье — на северо-запад. Впадает в Одру на высоте 115 м над уровнем моря во Вроцлаве на Силезской низменности.
Основные притоки (от истока) — Крынка, Гнойна (оба правые).
Крупнейшие населённые пункты на реке (от истока): Зембице, Стшелин, Вёнзув, Олава, Сехнице, Вроцлав.